# Королевская яхта
Короле́вская я́хта — корабль (яхта), используемый монархом или его семьёй. Если монарх имеет титул императора, то используют термин «импера́торская я́хта».

## История
Первые специальные суда для использования монархом появились ещё в Древнем Египте. Считается что Солнечные ладьи найденные у пирамиды Хеопса использовались фараоном для путешествия по Нилу. Другие монархи Древнего мира также имели специальные корабли. При том некоторые из них отличались огромными для своего времени размерами. Так, в 1920-х годах на дне озера Неми были найдены хорошо сохранившиеся два прогулочных корабля (самый большой из них достигал 70-метров) римского императора Калигулы. Корабли были утеряны во время пожара. Короли древних скандинавских государств также имели специальные суда, их отличала более богатое оформление и как обозначение верховной власти несли фиолетовые паруса.
Первые королевские яхты нового времени появились в Англии. При короле Генрих V (которые вскоре были проданы за долги) и период Тюдоров при короле Генрих VIII в 1520 году. Их отличали расшитые золотом паруса. С середины XVII века стали строиться так называемые «парадные яхты». Они украшались богатым резным декором, а их парусное вооружение получило гафели, что обеспечило более удобное управление парусами и более лёгкую их уборку. Подобную яхту в 1660 году город Амстердам подарил английскому королю Карлу II. Впоследствии по его воле была построена целая флотилия подобных судов, на которых устраивались парусные гонки. Это положило начало парусному спорту. В конце XVII века яхты стали выполнять роль придворных судов.
Первые монаршьи яхты появились в России в 40-х годах XVII века, когда из Англии был доставлен небольшой корабельный бот «Святой Николай». Долгие годы он хранился среди вещей большого боярина Никиты Ивановича Романова, пока в мае 1688 года юный царь Петр Алексеевич не заинтересовался им. В историю он вошёл как «ботик Петра Великого».
Первой по-настоящему действующей яхтой в России стала построенный весной 1693 года в Архангельске «Святой Петр». Таким образом царская яхта одновременно стала одним из первых судов европейского типа, которое было построено в России. Кроме того, известность получила галера «Тверь» построенная для путешествия по Волге, предпринятого Екатериной II в 1767 году. Это судно сохранялось до октября 1956 года, пока не сгорела вследствие детской шалости.

## Современные королевские яхты
В таблицу вошли как суда входящие в состав военно-морского флота (военно-морских сил), так и находящиеся в частном владении монархов и членов их семей. Кроме того внесены данные о нескольких кораблях в составе военно-морского флота (военно-морских сил) которые не имеют статуса королевских яхт, но де-факто часто используются в этом качестве.
| Государство       | Наименавание         | Год вступления в строй | Статус                                                | Тип                                | Примечания |
| Европа            | Европа               | Европа                 | Европа                                                | Европа                             | Европа |
| ----------------- | -------------------- | ---------------------- | ----------------------------------------------------- | ---------------------------------- | --- |
| Великобритания    | Глориана             | 2012                   | В собственности короны.                               | Гребная барка                      | Подарок на празднование 60-летия правления королевы Елизаветы II |
| Дания             | A540 HDMY Dannebrog  | 1932                   | В составе ВМС Дании                                   | Моторная яхта                      | 78-метровая яхта, водоизмещением в 1238 тонн. Построена в 1931 году. |
| Нидерланды        | De Groene Draeck     | 1957                   | Частное владение, но на балансе Министерства обороны. | Парусная яхта                      | 30-метровая яхта королевы, ранее была в составе ВМС. |
| Норвегия          | HNoMY Norge          | 1947                   | В составе ВМС Норвегии                                | Моторная яхта                      | 80-метровая яхта, водоизмещением в 1628 тонн. Построена в 1936 году. Куплена для короля Хокона VII на средства собранные по подписке жителями королевства. При закладке названа Philante, во время второй мировой исполняла обязанности эскортного корабля.                                                                             |
| Швеция            | Vasaorden            | 1774 реплика. 1923     | Обслуживается ВМС Швеции                              | Гребная барка                      | 17.88 метровая вёсельная барка используемая королевской семьёй для официальных мероприятий. Обычно хранится в морском музее. |
| Азия              |                      |                        |                                                       |                                    | |
| Бахрейн           | Alwaeli              | 1990                   | В частном владении                                    | Моторная яхта                      | Личная 67-метровая моторная яхта Alwaeli, построенная на верфи CRN. |
| Катар             | Al Mirqab            | 2008                   | В частном владении                                    | Моторная яхта                      | Яхта эмира Хамад бин Халифа Аль Тани |
| Катар             | Katara               | 2011                   | В частном владении                                    | Моторная яхта                      | Яхта эмира Хамад бин Халифа Аль Тани |
| ОАЭ               | «Дубай»              | 2006                   | В частном владении                                    | Моторная яхта                      | Яхта шейха Мохаммеда бин Рашида аль-Мактума, правителя Дубая и премьер-министра Объединённых Арабских Эмиратов. |
| ОАЭ               | Topaz                | 2012                   | В частном владении                                    | Моторная яхта                      | Яхта Халифа ибн Зайд Аль Нахайян президента Объединённых Арабских Эмиратов (с 3 ноября 2004 года), эмира Абу-Даби. 6-я по размеру яхта. |
| ОАЭ               | Yas                  | 2011                   | В частном владении                                    | Моторная яхта                      | Яхта Халифа ибн Зайд Аль Нахайян президента Объединённых Арабских Эмиратов, эмира Абу-Даби. Построена с использованием корпуса старого фрегата ВМС Нидерландов HNLMS Piet Hein. |
| ОАЭ               | Dubawi               | 2009                   | В частном владении                                    | Моторная яхта                      | Яхта наследного принца Дубая Хамдан бин Мохаммед Аль-Мактум. |
| ОАЭ               | Moonlight 2          | 2005                   | В частном владении                                    | Моторная яхта                      | Яхта принца Султан бен Халифа Аль Нахайян, сына Халифа бен Заида правителя Абу-Даби. |
| ОАЭ               | Rabdan (Ex Silver)   | 2007                   | В частном владении                                    | Моторная яхта                      | Яхта наследного принца Абу-Даби Мохаммед бен Заид Аль Нахайян. |
| Оман              | Al Said              | 2008                   | В составе ВМС Омана                                   | Моторная суперъяхта                | 155-метровая яхта, построенная на немецкой верфи Luerssen. Входит в дивизион королевских яхт ВМС Омана. |
| Оман              | Fulk al Salamah      | 1987                   | В составе ВМС Омана                                   | Десантный корабль/королевская яхта | 136-метровый десантный корабль способный перевозить до 240 человек десанта, но не используется в этом качестве, а входит в дивизион королевских яхт ВМС Омана. Интересна тем, что имеет ангар и ВПП для двух средних вертолётов. |
| Оман              | Zinat al Bihaar      | 1988                   | В составе ВМС Омана                                   | Парусно-моторная яхта              | Парусная яхта стилизованная под традиционное арабское судно — доу. |
| Оман              | Al-Noores            | 2001                   | В составе ВМС Омана                                   | Моторная яхта                      | 33.5 метровый буксир в составе королевского дивизиона, но считается яхтой. |
| Саудовская Аравия | Prince Abdulaziz     | 1984                   | В составе ВМС Саудовской Аравии                       | Моторная яхта                      | 147-метровая яхта построенная на верфи Helsingør Værft (Дания). |
| Саудовская Аравия | Al Yamana            | 1988                   | В составе ВМС Саудовской Аравии                       | Моторная яхта                      | Яхта построенная в 1981 году для Ирака, с 1988 в составе ВМС Саудовской Аравии. |
| Саудовская Аравия | Azzam                | 2013                   | В частном владении                                    | Моторная яхта                      | 180-метровая яхта (самая большая на 2014 год), принадлежит Аль-Валид ибн Талал ибн Абдель Азиз Аль Сауд. |
| Саудовская Аравия | Al Riyadh            | 1978                   | В частном владении                                    | Моторная яхта                      | |
| Саудовская Аравия | Issham al Baher      | 1973                   | В частном владении                                    | Моторная яхта                      | |
| Саудовская Аравия | Kingdom 5KR          | 1980                   | В частном владении                                    | Моторная яхта                      | Яхта члена королевской семьи принца Аль-Валид ибн Талал ибн Абдель Азиз Аль Сауд |
| Саудовская Аравия | Golden Odyssey       | 1990                   | В частном владении                                    | Моторная яхта                      | Яхта принца Халед ибн Султан |
| Саудовская Аравия | Tueq                 | 2002                   | В частном владении                                    | Моторная яхта                      | Яхта наследного принца Салман бин Абдулазиз аль-Сауд |
| Таиланд           | HTMS Chakri Naruebet | 1997                   | Входит в состав ВМС Таиланда                          | Лёгкий авианосец                   | Часто используется в качестве морской королевской яхты, который имеет обширные апартаменты для размещения королевской семьи. Никакого официального статуса как яхты по вполне понятным причинам не имеет. Практически не боеспособен на 2014 год. Также королевская семья использует большую гребную лодку-барку для плаванья по рекам. |
| Япония            | Hashidate (91)       | 1999                   | Входит в состав ВМС Японии                            | Моторная яхта                      | Используется императором для официальных мероприятий, но официально императорской яхты в составе ВМС Японии нет, поскольку это противоречит конституции страны. |
| Африка            |                      |                        |                                                       |                                    | |
| Марокко           | El BoughazI          | 2012                   | В составе ВМС Марокко                                 | Шхуна                              | Трёхмачтовая стаксель шхуна построена в США в 1930 году. Ранее носила имена Quest, Aquarius, Aquarius W. По данным http://combatfleetoftheworld.blogspot.ru/ входит в состав ВМС Марокко. |
| Океания           |                      |                        |                                                       |                                    | |
| Тонга             | Titilupe             | ?                      | Входит в состав ВМС Тонга                             | Малая моторная яхта                | Фактически катер водоизмещением 10 тонн используемый бывшим монархом для рыбалки, но тем не менее имеет «титул» королевской яхты. К 2013 году находилась в плохом техническом состоянии, но ряд источников продолжают считать катер действующим.                                                                                        |

## Исторические королевские яхты (неполный список)
Страны, которые утратили монархию, обозначены полным названием.

### Австро-Венгерская империя
- Ossero — паровая яхта эрцгерцога Карла Стефана и его преемников.

### Албанское королевство
- Ilirja — бывшая канонерская лодка «Gardon», в конце 1920-х перестроена в яхту короля Зогу I.

### Бахрейн
- Аль Джусра — Патрульный катер построенный компанией Sauter (Cowes) в 1985 году, выполнявший также роль яхты эмира.

### Бельгия
- Alberta — 1232-тонная паровая яхта короля Леопольд II в период с 1899 по 1909 г.г.
- Artevelde — шлюп, строившийся в качестве корабля охраны рыболовства с возможностью использования в качестве королевской яхты, эскортного и МЗ. Состоял на службе в 1940—1954 годах.
- Avila — моторная королевская яхта, входившая в состав ВМС, принадлежала королю Бодуэну. После смерти монарха вдовствующая королева передала корабль военному музею в Брюсселе.
- A983 Quatuor — Яхта длиной 14,80 м серии Incredibile 45, стоимостью €1,5 млн, купленная в 2007 году, была продана в середине 2013.
- Альпа IV — (2009-2022). В настоящее время о наличии яхты у королевской семьи данных нет.

### Болгария
- Александр I — судно (1883—1914) военно-морского флота Болгарии (Княжества и позже Царства). Названо «Александр I» в честь правителя страны князя Александра I. В мирное время корабль должен был исполнять роль княжеской / царской яхты.

### Великобритания
- HMY Mary[англ.] (1660—1675)
- HMY Royal Escape[англ.]
- HMY Bezan[англ.] (1661-?)
- HMY Fubbs[англ.] — парусная королевская яхта, была в эксплуатации в течение 99 лет с 1682 года. За время службы неоднократно перестраивалась.
- HMY Royal Caroline[англ.] — парусная яхта, в 1761 году переименована в Royal Charlotte.
- HMS Royal Sovereign — (1804-?)
- HMY Royal George[англ.] — (1817—1842)
- HMY Victoria and Albert[англ.] — (1843—1855) позднее называлась Osborne (1855—1867).
- HMY Victoria and Albert II[англ.] — (1855—1900)
- HMY Victoria and Albert III[англ.] — (1901—1937)
- HMY Alexandra (1908—1925)
- HMY Britannia — малая гоночная яхта(1893—1936)
- HMY Britannia — была в строю до 1997 года, входила в состав ВМС, однако же, из-за крупных издержек была снята с эксплуатации.

### Германская империяикоролевство Пруссия
- SMS Grille — яхта короля Фридрих Вильгельм IV и его преемников в период с 1858 по 1892.
- SMY Hohenzollern III — Императорская яхта. Была спущена на воду в 1915 году, но в строй не вступила, в 1923 году сдана на слом. Обладала ярко выраженными крейсерскими чертами, была вооружена 12-ю 150-мм орудиями.
- SD Hohentwiel — колесная паровая яхта на Боденском озере короля Вильгельма II Вюртемберга, входящего в состав Германской империи.

### Королевство Греция
- Евфросиния I (греч. Ευφροσύνη Ι) — малая королевская яхта с 1833 до 1862 года.
- Амфитрити IV (греч. Αμφιτρίτη IV) — королевская яхта греческих монархов. Четвёртое судно с этим именем в греческом флоте.

### Дания
- HDMS Jylland — винтовой фрегат использовался как королевская яхта.
- Dannebrog — колёсная паровая яхта

### Королевство Египет
- Mahroussa — бывшая яхта короля Египта, построена в 1865 году. Является самым старым из кораблей, до сих пор находящихся на действительной службе, и вторым по времени постройки, судно-спасатель черноморского флота России — Коммуна.

### Занзибарский султанат
- HHS Glasgow — построен в Англии в 1878 году под впечатлением от британского фрегата с таким же названием. Была сильно вооружена: семь нарезных 9-фунтовых пушек и девять пушек Гатлинга. Была потоплена во время Англо-Занзибарской войны.

### Королевство Ирак
- Faisal I — яхта короля Ирака с 1937 года, оставалась в строю на различных ролях до конца 1970-х годов.

### Шахство Иран
- Chahsavar- Бывшая яхта шаха Ирана, до сих пор входит в состав ВМС этой страны под названием «Hamzeh», являясь крупнейшей боевой единицей Ирана на Каспии.

### Испания
- Giralda — Королевская яхта с 1894 по 1921 годы. Служила также посыльным судном, имела высокую скорость — 20 узлов, но недостаточное вооружение (два 57-мм орудия).
- Azor (A-91) — прогулочная яхта, построенная для Франко, после его смерти с 1975 года стала королевской яхтой. В 1984 году Хуан Карлос I отказался от её использования. Частично сохранилась.
- Fortuna — яхта короля с 1979 года. Подарена королём Саудовской Аравии Фахда. Использовалась до 1999 года.
- Fortuna — вторая яхта короля Хуан Карлос I с таким именем. Была подарена королю 22 предпринимателями Балеарских островов в 2000 году. Находилась в управлении фонда национального наследия. 28 января 2014 года была возвращена департаменту туризма и Фонду культуры на Балеарских островах (Fundatur), но, возможно, король будет пользоваться яхтой на правах аренды.

### Марокко
- Al Maouna — яхта, которой с 1964 по 1975 год владела королевская семья (входила в состав ВМС), переоборудованный английский фрегат типа «Ривер».

### Монако
- Princess Alice — яхта Альберта I; в начале второй мировой войны служила в составе британского флота, затем захвачена итальянцами. 8 сентября 1943 года была захвачена германскими войсками; планировалась к переоборудованию в плавбазу катеров-тральщиков, но в июле 1944 г. вошла в состав германского флота как патрульный корабль SG-23. Затоплена в Марселе 27 августа 1944.
- «Deo Juvante II» — яхта княжеской семьи с 1956 по 1958 год.

### Нидерланды
- Jumbo VI — моторная яхта Moonen 85, принадлежала принцу Бернарду. Продана в 2005.

### Норвегия
- Heimdal — На протяжении всей своей жизни исполняла обязанности королевской яхты (1892—1905, 1905—1908), командного корабля (1905), патрульного судна и спасательного судна (1892—1940), штабного корабля (1940—1943), плавказармы (1945—1946) и гражданского грузового корабля (1946—1947).

### Оман
- Al Mabrukah — бывшая яхта султана (построена в 1971 году), сейчас используется ВМС страны как сторожевое судно.
- Loaloat Al Behar (ранее «Al Said») — была передана султаном министерству туризма.

### Королевство Португалия
- Amélia IV — яхта последнего короля. После революции 1910 года переименована и превращена в посыльное судно (авизо) «Цинко де Отубро». В 1924 году переоборудовано в гидрографическое судно, в 1937-м — продано на слом.

### Российская империя
- Александрия (I) (1851—1906)
- Штандарт (I) (1857—1892)
- Держава (1871—1905)
- Царевна (1874—1917)
- Ливадия I (1873—1878)
- Ливадия II (построена взамен погибшей яхты с таким же названием на основе опытов броненосцев береговой обороны «поповок» в 1880 году, практически не использовалась, была переименована в транспорт «Опыт», но окончательно списана только в 1926)
- Полярная звезда 1890—1917/1961 (переоборудована в плавбазу подводных лодок, затем в 1961 году в корабль-мишень для испытания противокорабельных ракет)
- Александрия (II) (1904—1917/1927)
- Алмаз (1908 -1911)
- Штандарт (II) 1895—1917/1936-1961 (после революции переименован в Марти и переоборудован в минный заградитель участвовал в Великой Отечественной войне)

### Королевство Румыния
- Luceafarul — яхта, купленная Румынией в 1937 году. Сохранилась до нашего времени.
- Taifun — катер-яхта. Годы службы 1938—1959.

### Таиланд
- Ройал Сиамесе Сеат — паровая яхта с 1855 по 1882.
- Ран Рук — канонерская лодка, в 1881—1897 гг. служившая Королевской яхтой.
- Маха Чакри — бронепалубный крейсер, который использовался в качестве яхты с 1897 по 1916 года. После списания отправлен на разборку в Японию. Паровые машины и часть оборудования были демонтированы и установлены на новой королевской яхте.
- Маха Чакри- построена на верфи «Кавасаки» в 1918 году служила до 1938 года, пока не была переклассифицирована в плавбазу подводных лодок.
- Chandhara — 70-метровое океанографическое судно с 1961 года использовалось также королевской семьёй. На 2009 год находилось в строю, но сейчас, возможно, выведено из состава флота.

### Тонга
- Ra Mara'ma — крупная проа использовалась королём Джордж Тупоу I в середине 50-х годов XIX века.
- Lioleki — 45-тонная шхуна, попавшая на Тонга после победы в битве при Камбе. Судно использовалось до 1880-х годов.
- «Hifofua»-двухмачтовая 108 тонная шхуна выполнявшая функции при королеве Салоте Тупоу III. Продана на Фиджи в начале 70-х годов после смерти королевы.

### Королевство Черногория
- Rumia — яхта (140 т, 41,8x6,1x3,5 м, 2 — 47 мм), построенная в Англии в 1899 году.

### Швеция
- Amphion — парусно-гребная яхта короля Густава III. До наших дней сохранилась корма и убранство королевского салона, выставленные в морском музее Стокгольма. Корабль участвовал в русско-шведской войне 1788—1790 годов.
- HMS Drott — паровая королевская яхта в 1877—1923 годах.

### Королевство Югославия
- Vila — королевская яхта постройки 1896 года, захвачена в 1941 году итальянцами.
- Dragon — малая яхта, использовалась на Дунае.

### Япония
- Jingei — колесная паровая императорская яхта. Использовалась эпизодически.
- Hatsukaze — паровая яхта.
- Hayabusa ASY-91 — яхта с 1978 по 1987. Не имела статуса императорской по той же причине, что и Hashidate. Официально — секретный военный катер.
- Hiyodori (ASY 92) — яхта, используемая императором Японии с 1987 по 1999 год. Не имела статуса императорской по той же причине, что и Hashidate. Официально — секретный военный катер.

## Галерея

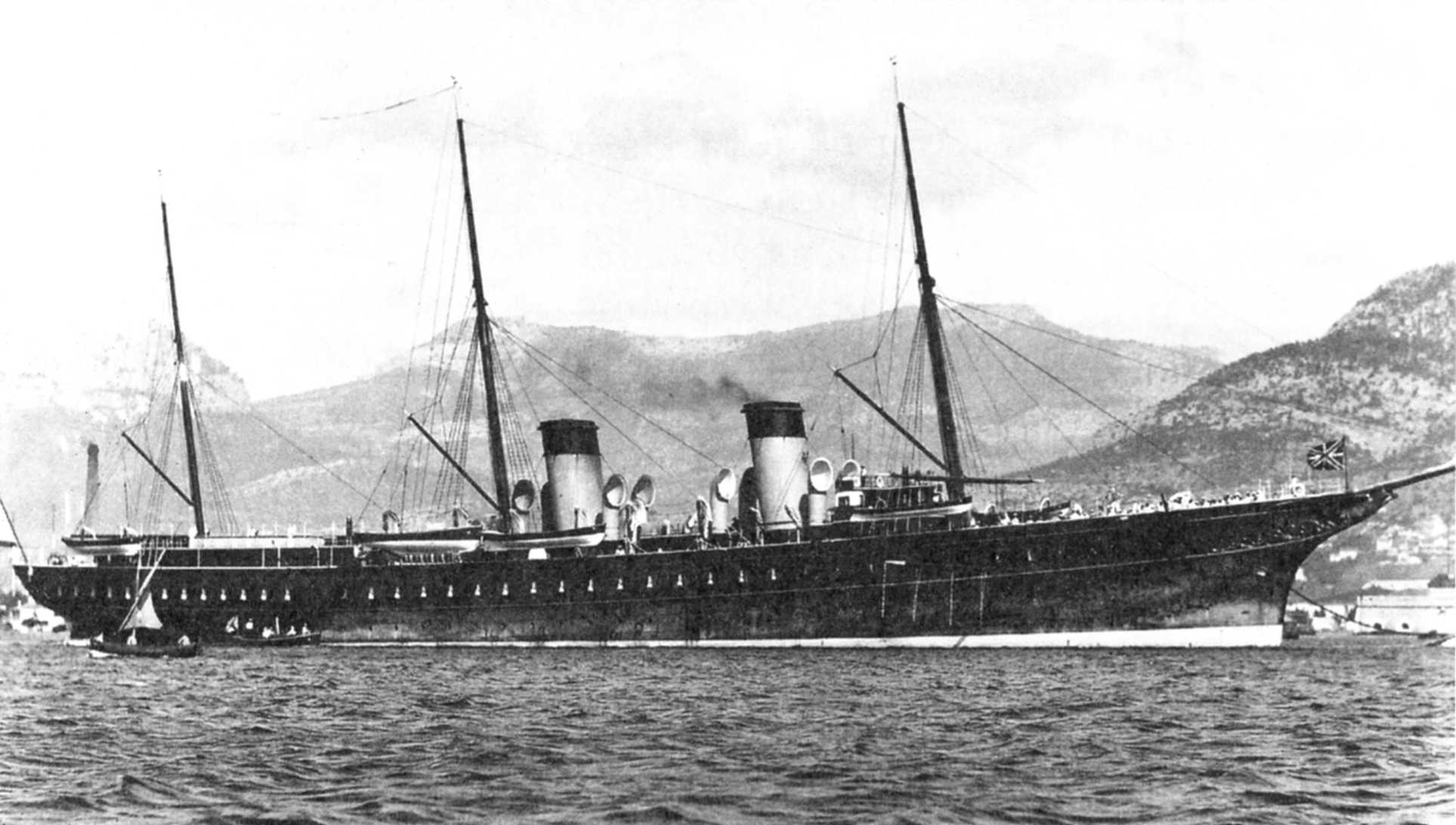
Императорская яхта «Штандарт» в Тулоне
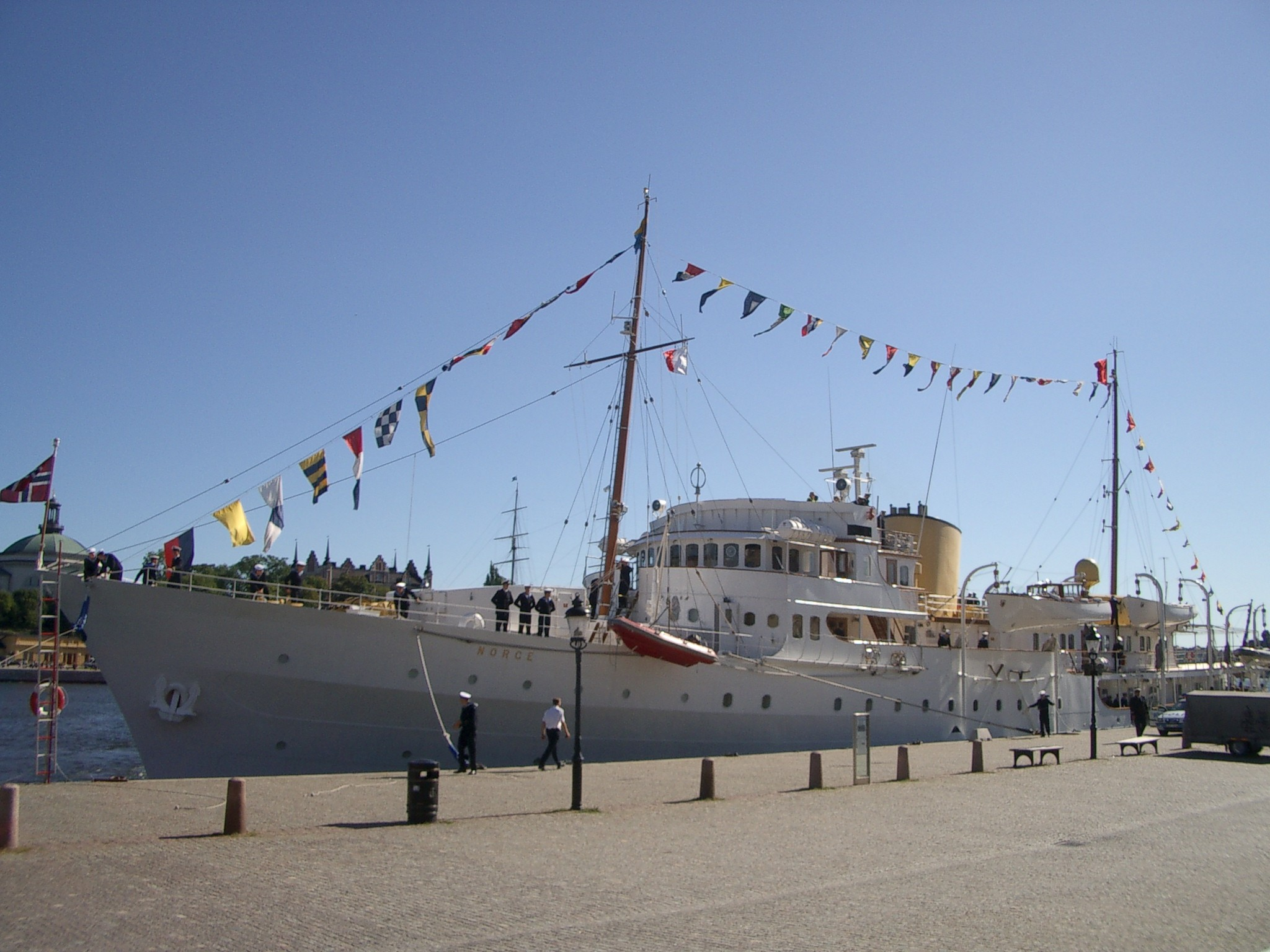
HNoMY Норвегия во время визита в Стокгольм в сентябре 2005 года
Датская королевская яхта Dannebrog в гавани Вагур на Фарерских островах
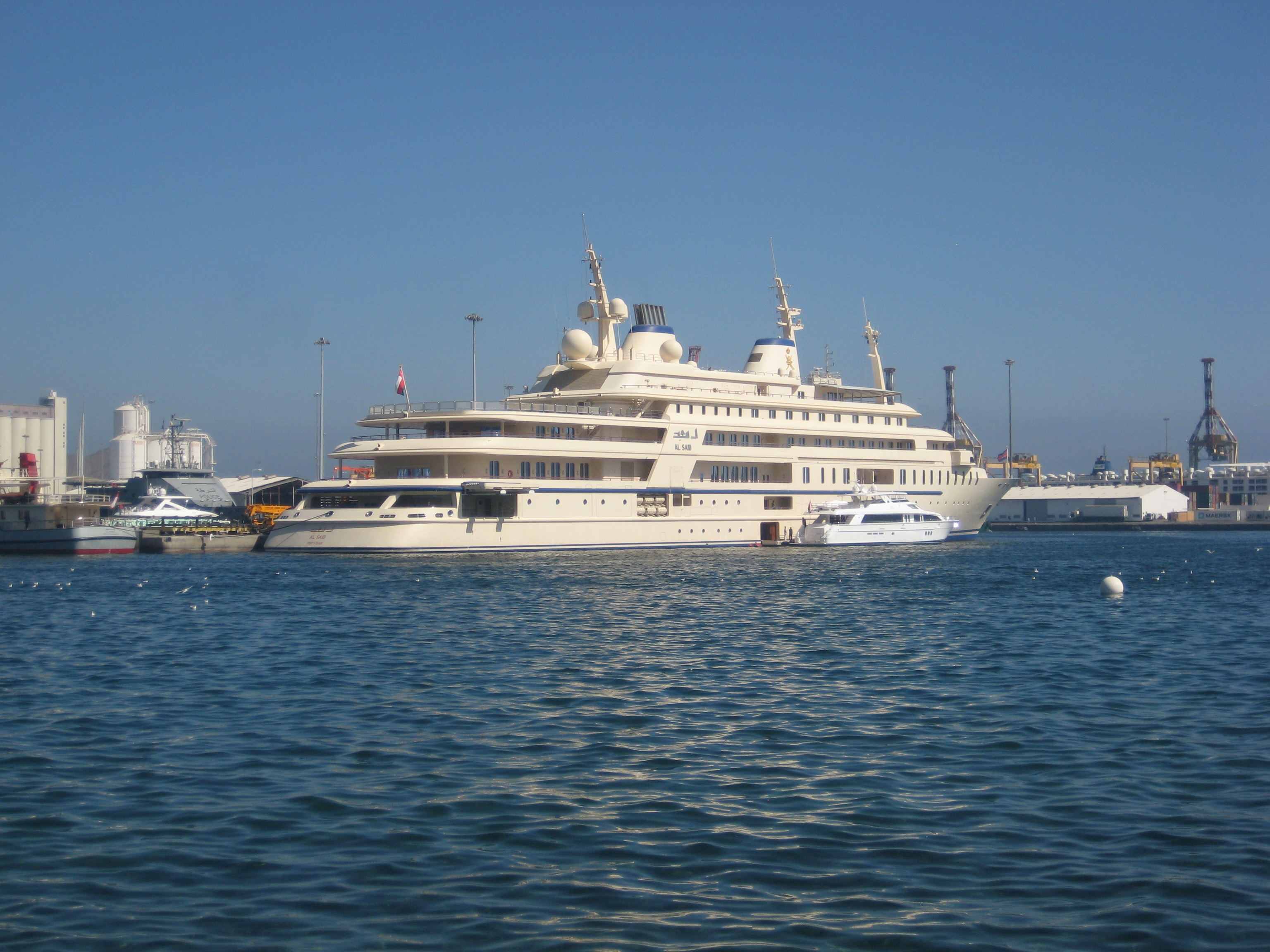
Яхта султана Омана Al-Said
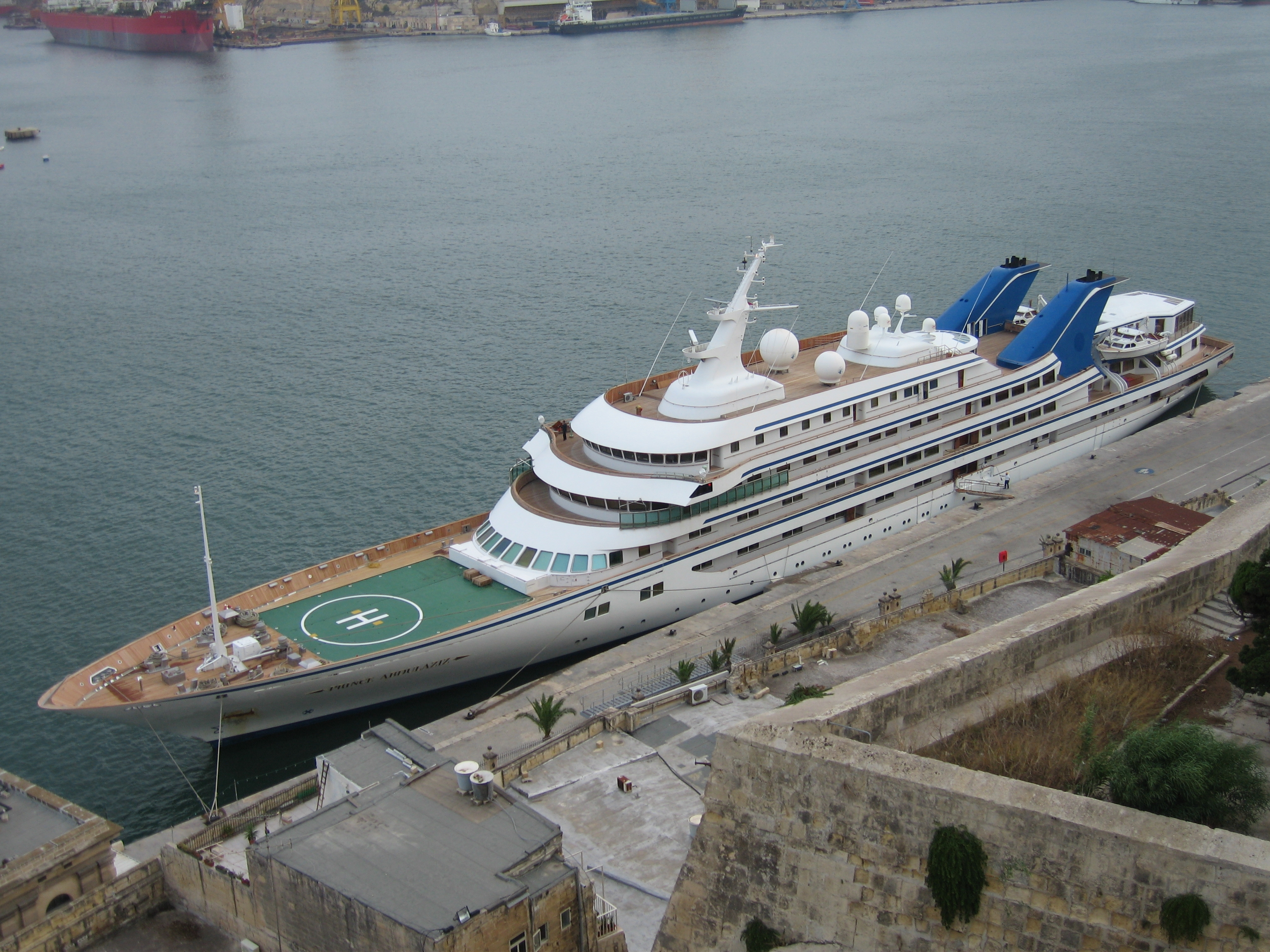
Королевская яхта Prince Abdulaziz на Мальте, 2006 год
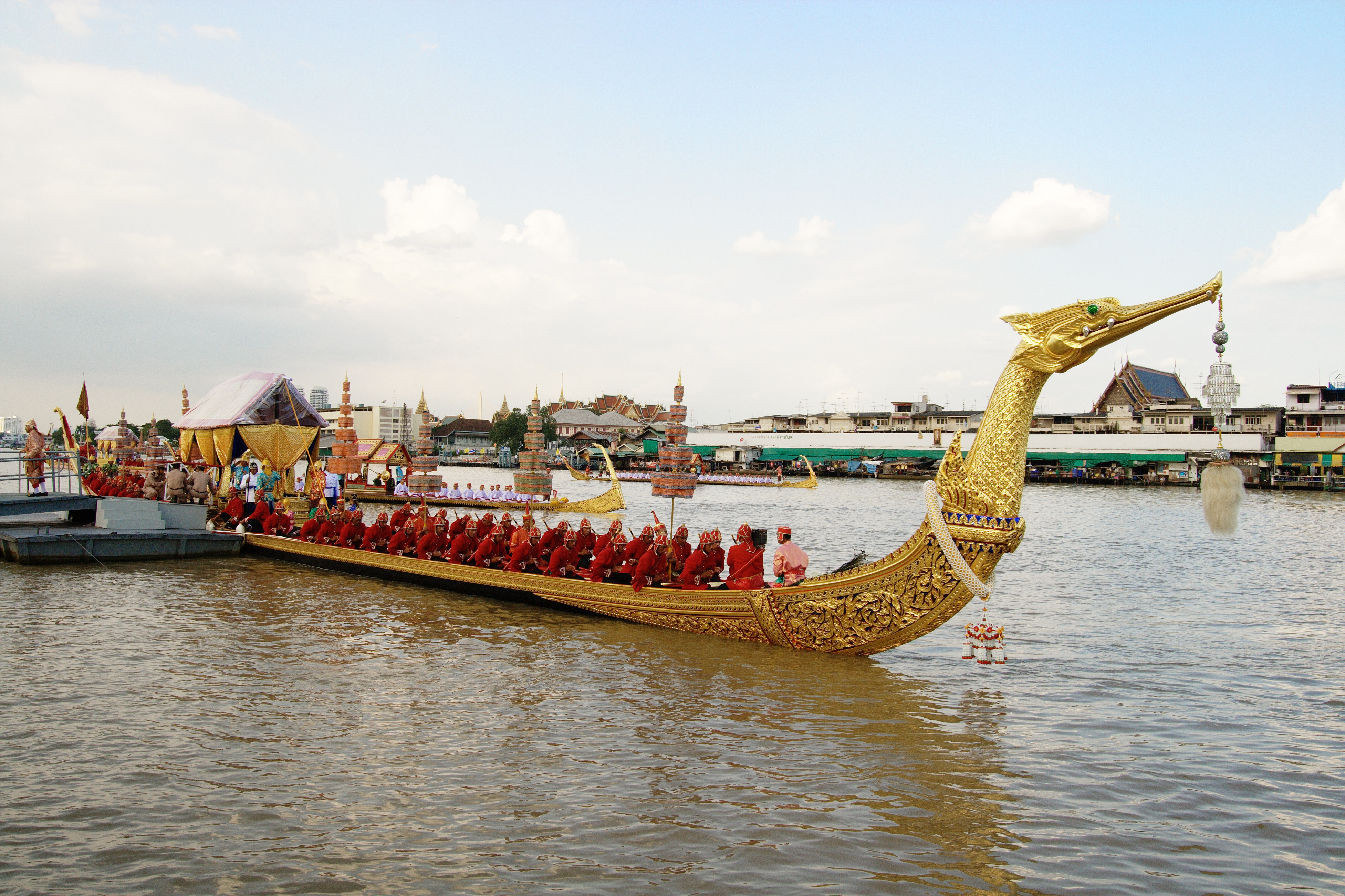
Тайская королевская барка на реке Чаупхрая